# 19243 Bunting
19243 Bunting (1994 CD9) là một tiểu hành tinh vành đai chính được phát hiện ngày 10 tháng 2 năm 1994 bởi C. S. Shoemaker và E. M. Shoemaker ở Palomar.